# Platinnetz
platinnetz – internetowy portal społecznościowy w języku niemieckim skierowany do tzw. osόb w kwiecie wieku. Założony został na początku 2007 roku. Jego administratorem jest Platinnetz GmbH z siedzibą w Unterhaching koło Monachium. W 2008 roku portal liczy sobie około 100 000 zarejestrowanych użytkownikόw i jest najaktywniejszą społecznością internetową skupiającą internautów między 40 a 65 rokiem życia w Niemczech. Istotą portalu jest wymiana poglądόw między użytkownikami oraz nawiązywanie nowych kontaktόw.
Od połowy 2007 roku udziałowcami przedsiębiorstwa są European Founders Fund i holtzbrinck ventures.

## Pomysł i realizacja
Pomysłodawcami stworzenia społeczności Platinnetz byli późniejsi jej założyciele, Heike Helfenstein, Jan Bromberger i Markus Helfenstein. Zauważyli oni, iż internautów w dojrzalszym wieku nie uwzględniano dotychczas w ofercie Web 2.0. Inspirację stanowiły obecne już wtedy wzorce ze Stanόw Zjednoczonych i Wielkiej Brytanii, które były dowodem na to, że internauci w kwiecie wieku nie są jedynie pasywnymi konsumentami mediów. Platinnetz jest niemieckim portalem zajmującym swe miejsce między ofertą dla młodych użytkownikόw internetu a tą dla seniorόw.

## Użytkowanie
Na początku istnienia Platinnetz traktowano jako klasyczny serwis partnerski w internecie dla osόb starszych. Obecnie portal ten różni się znacznie od takowych. Użytkownicy nie podają bowiem takich danych o sobie jak wygląd zewnętrzny, wysokość, waga itp. i nie są poddawani praktykom kojarzenia par. Regułą jest własna inicjatywa użytkownikόw, którzy poprzez czat albo forum dowiadują się o wspόlnych zainteresowaniach. Każdy użytkownik tworzy swój własny profil, by mόc nawiązać kontakt z pozostałymi. Szukanie partnera jest także w tym portalu jedną z głόwnych intencji użytkownikόw. Specyfiką społeczności Platinnetz jest duża liczba wirtualnych barόw i kawiarni jak Ankes Frühcafe (niem. kawiarnia Anki) czy Pizzeria La Taverna, w których zbierają się internauci tworząc wirtualne odzwierciedlenie życia kawiarnianego.
Użytkowanie portalu Platinnetz jest bezpłatne. Według zarządu przedsiębiorstwa status ten ma się nadal utrzymywać. Na odsłonie internetowej portalu zamieszczone są linki do firm partnerskich.

## Funkcje użytkownika
System należy do tak zwanej sieci społecznej (Social Networking). Dostępne są następujące funkcje:
- Tworzenie profilu zawierającego zdjęcie oraz umożliwiającego podanie imienia, wieku, miejsca zamieszkania, stanu cywilnego, celόw życiowych i pozostałych zainteresowań
- Funkcja odnajdowania pozostałych użytkownikόw poprzez wpisanie imienia, wieku, miejsca zamieszkania lub zainteresowań
- Rubryka „pytania i odpowiedzi” umożliwiająca wymianę doświadczeń i wzajemną pomoc
- Możliwość sporządzania własnych artykułόw z możliwością komentowania ich przez innych
- Udział w forach dyskusyjnych
- Publikowanie Albumów ze zdjęciami
- Funkcja wysyłania artykułόw tekstowych, albumόw ze zdjęciami oraz kart pozdrowieniowych